# Walter Bühler
Walter Bühler (* 29. Juni 1926 in Winterbach; † 9. Februar 2012) war ein deutscher Fußballspieler.

## Laufbahn
Der aus dem Remstal vom VfL Winterbach gekommene Walter Bühler debütierte am ersten Spieltag der Runde 1949/50 beim 2:1-Auswärtssieg des VfB Stuttgart beim SSV Jahn Regensburg als rechter Verteidiger in der Fußball-Oberliga Süd. Vor Torhüter Otto Schmid bildete er zusammen mit Richard Steimle das Verteidigerpaar. Trainer Georg Wurzer führte den VfB zur Vizemeisterschaft im Süden und damit in die Endrunde um die deutsche Fußballmeisterschaft 1950. Der wendige und schnelle Bühler, der sich auch auf engstem Raum im Sturmzentrum behaupten konnte, absolvierte in der Oberligarunde 20 Spiele und erzielte vier Tore. In der Endrunde war er in allen vier Spielen gegen Osnabrück, Kaiserslautern, Fürth und Kickers Offenbach dabei. Im Halbfinale zeichnete er sich beim 4:1-Erfolg gegen den Südmeister Fürth als zweifacher Torschütze aus. Im Finale am 25. Juni 1950 in Berlin erzielte er in der 27. Minute die 2:0-Führung gegen Offenbach und feierte durch den 2:1-Sieg den Gewinn seiner ersten deutschen Meisterschaft. Der VfB-Angriff setzte sich im Finale aus Erwin Läpple, Robert Schlienz, Walter Bühler, Otto Baitinger und Rolf Blessing zusammen.
Nach der erfolgreichen Debütrunde gehörte Bühler in den Spielzeiten 1950/51 bis 1952/53 nicht mehr der Stammformation an. Mit Leo Kronenbitter, Roland Wehrle und Erwin Waldner waren weitere Könner zur Mannschaft gekommen. In der Endrunde 1952, der VfB holte sich erneut die Meisterschaft am 22. Juni in Ludwigshafen durch einen 3:2-Erfolg gegen den 1. FC Saarbrücken, kam Walter Bühler nur zu einem Einsatz in den Gruppenspielen. Im Finale trug er nicht das Trikot mit dem roten Brustring.
Als dem VfB Stuttgart im Weltmeisterschaftsjahr 1954 in der Oberliga Süd abermals der Meisterschaftsgewinn glückte, gehörte er mit 29 Einsätzen und fünf Toren wieder der Stamm-Elf des VfB an. In der verkürzten Endrunde trat er im Mai in den beiden Spielen gegen den Berliner SV 92 und Hannover 96 als Verteidiger an. Zuvor hatte er am 17. April 1954 in Ludwigshafen bereits mit seinen Kameraden den DFB-Pokal mit einem 1:0-Erfolg nach Verlängerung gegen den 1. FC Köln gewonnen.
Sein letztes Oberligaspiel bestritt Walter Bühler am 12. Mai 1957 bei der 0:4-Niederlage bei Eintracht Frankfurt. Insgesamt absolvierte er für den VfB Stuttgart von 1949 bis 1957 in der Oberliga Süd 109 Spiele und erzielte dabei 20 Tore. In den Endrunden kamen neun weitere Spiele mit vier Toren hinzu. Er war Spieler bei der Erringung von zwei Titeln und drei Vizemeisterschaften in der Südoberliga. Im Sommer 1957 beendete der gelernte Elektromonteur seine höherklassige Spielerlaufbahn und war danach noch als Trainer im schwäbischen Amateurbereich tätig.
Am 24. November 2008 wurde Bühler vom VfB Stuttgart für seine 60-jährige Mitgliedschaft beim VfB geehrt.
Außerdem wurde ihm, wie der gesamten Mannschaft des VfB Stuttgart, für den Gewinn der deutschen Fußballmeisterschaft am 3. Juni 1950 das Silberne Lorbeerblatt verliehen.